# عباس مفتاحی
عباس مفتاحی یکی از بنیان‌گذاران سازمان چریک‌های فدائی خلق ایران به همراه امیرپرویز پویان و مسعود احمدزاده بود.

## زندگی‌نامه
عباس مفتاحی در سال ۱۳۲۴ در ساری متولد شد و تحصیلات ابتدایی را در همان شهر به پایان رساند و در دانشکده فنی دانشگاه تهران در رشته مهندسی معدن پذیرفته شد.

### به سوی تشکیل سازمان چریک‌های فدایی خلق
عباس مفتاحی بین سال‌های ۴۷ تا ۴۸ در شهر ساری یک گروه سیاسی و مطالعاتی تشکیل داد و بتدریج افراد زیادی همچون امیرپرویز پویان و برادرش اسدالله مفتاحی نیز به این حلقه پیوستند، حتی پویان تصمیم می‌گیرد که از مسعود احمدزاده هم دعوت کند تا به این گروه بپیوندد اما چون این گروه هدف و ساختار منظمی نداشت احمدزاده در ابتدا تمایلی نشان نمی‌دهد ولی با گذر زمان او هم به این جمع اضافه می‌شود. بعدها گروه با انجام مطالعات فراوان و سیر در آثار مارکسیستی بالأخص مکتوبات افرادی چون مائو و رژی دبره و همچنین تجربیات انقلاب کوبا، راه و استراتژی خود را پیدا می‌کند و به مبارزهٔ تمام عیار مسلحانه رو می‌آورد و همین حلقهٔ سادهٔ دانشجویی به همراه جمعی دیگر (بیژن جزنی، حسن ضیاظریفی، علی اکبر صفایی فراهانی و دیگران) پایه‌گذار یکی از عناصر مهم انقلاب یعنی سازمان چریک‌های فدایی خلق ایران می‌شود.

## مرگ
سرانجام عباس مفتاحی در ۱۱ اسفند سال ۱۳۵۰ در میدان تیر پادگان قیصر، تیرباران شد.